# Drachhausen
Drachhausen település Németországban, azon belül Brandenburgban. Lakosainak száma 746 fő (2023. december 31.). Drachhausen Cottbus, Dissen-Striesow, Schmogrow-Fehrow, Schwielochsee és Turnow-Preilack községekkel határos.

## Népesség
A település népességének változása:
| Lakosok száma | 838  | 800  | 804  | 779  | 754  | 746  |
|               | 2014 | 2017 | 2019 | 2021 | 2022 | 2023 |